# Panambí
Panambí är en ort i Argentina.   Den ligger i provinsen Misiones, i den nordöstra delen av landet, 800 km norr om huvudstaden Buenos Aires. Panambí ligger 121 meter över havet och antalet invånare är 5 970.
Terrängen runt Panambí är kuperad åt nordost, men åt sydväst är den platt. Runt Panambí är det ganska glesbefolkat, med 22 invånare per kvadratkilometer..
Omgivningarna runt Panambí är en mosaik av jordbruksmark och naturlig växtlighet.